# Municipio de Springbank
El municipio de Springbank (en inglés, Springbank Township) es un municipio del condado de Dixon, Nebraska, Estados Unidos. Tiene una población estimada, a mediados de 2024, de 539 habitantes.

## Geografía
Está ubicado en las coordenadas 42°23′52″N 96°50′58″O / 42.39778, -96.84944. Según la Oficina del Censo, tiene una superficie total de 92.63 km², de los cuales 92.57 km² corresponden a tierra firme y 0.06 km² están cubiertos de agua.

## Demografía
Según el censo de 2020, en ese momento había 510 personas residiendo en la zona. La densidad de población era de 5.5 hab./km². El 91.4 % de los habitantes eran blancos, el 0.2 % era afroamericano, el 0.6 % eran amerindios, el 3.7 % eran de otras razas y el 4.1% eran de una mezcla de razas. Del total de la población, el 8.0 % eran hispanos o latinos de cualquier raza.